# Hinsdale, New Hampshire
Hinsdale är en kommun (town) i Cheshire County, New Hampshire, USA med 3 948 invånare (2020). Den har enligt United States Census Bureau en area på 59 km².

## Kända personer från Hinsdale
- Charles Anderson Dana, journalist